# Schlesische Bethäuser
Schlesische Bethäuser sind nach 1742 (meist in Fachwerkbauweise ohne Glockenturm) errichtete Gebäude für den evangelischen Gottesdienst in den (ehemals katholischen) schlesischen Herzogtümern. Diese Bethäuser durften sich ab 1764 Kirche nennen.

## Vorgeschichte
Die Reformation hatte sich auch in Schlesien schnell verbreitet. Ab 1526 bildeten sich immer mehr evangelische Gemeinden. Der Augsburger Religionsfrieden von 1555 sicherte den Anhängern der lutherischen Kirche (Augsburger Bekenntnis) Frieden und Besitzstände. Im Zuge der Gegenreformation wurden aber im Rahmen der Kirchenreduktion in den Jahren 1654–1668 viele (evangelisch gewordene) Kirchen enteignet und rekatholisiert.
Die evangelischen Bewohner in den katholischen Herzogtümern Schweidnitz, Jauer, Sagan und Glogau mussten oft lange Wege auf „Kirchfahrt“ gehen, um evangelische Grenzkirchen oder Zufluchtskirchen zu erreichen. Nach dem Dreißigjährigen Krieg (1648) wurden drei Friedenskirchen in Glogau, Jauer und Schweidnitz erbaut.
Durch die Altranstädter Konvention (1707) erhielten die evangelischen Einwohner Schlesiens 120 Kirchen in den Fürstentümern Liegnitz, Brieg, Wohlau, Münsterberg, Oels und am Stadtrand von Breslau zurück (Rezesskirchen). Außerdem durften in den Orten Freystadt, Hirschberg, Landeshut, Militsch, Sagan und Teschen sechs Gnadenkirchen (mit Glockenturm) errichtet werden.

## Entstehung der Bethäuser
Unter der preußischen Herrschaft in Schlesien ab 1742 durften durch die evangelische Bevölkerung über 200 Bethäuser in einem schlichten Barockstil (meist in Fachwerkbauweise) errichtet oder neu eingerichtet werden, insbesondere in den zuvor katholischen Herzogtümern Schweidnitz, Jauer, Sagan und Glogau. Da sie in der Zeit Friedrichs II. entstanden, werden sie auch als „Friderizianische Bethäuser“ bezeichnet. Die meisten Bethäuser wurden später durch steinerne Kirchenbauten ersetzt. Nach 1945 verfielen viele dieser Bethäuser, so dass heute kaum noch alte Bethäuser existieren. Das stark beschädigte Bethaus von Schönwaldau (Rząśnik) wird durch den Verein zur Pflege schlesischer Kunst und Kultur restauriert und als Kopie im Lomnitzer Park (Łomnica) neu aufgebaut.

## Orte, in denen Bethäuser gebaut wurden
Nach Friedrich Bernhard Werner (Teil I bis V) wurden in den folgenden Orten Bethäuser errichtet:

### Herzogtum Schweidnitz
Baumgarten (Sady Górne), Bolkenhain (Bolków), Dittmannsdorf (Dziećmorowice), Domanze (Domanice), Freiburg (Świebodzice), Friedland (Mieroszów), Giesmannsdorf (Gostków), Gottesberg (Boguszów), Gröditz bei Schweidnitz, Haselbach (Leszczyniec), Helmsdorf oder Langenhelmsdorf bei Jauer, Hohenfriedeberg (Dobromierz), Konradswaldau (Kondratów), Konradswaldau (Mrowiny), Langenbielau (Bielawa), Leutmannsdorf (Lutomia), Metschkau (Mieczków), Michelsdorf (Miszkowice), Ölse (Olszany), Peterwitz (Piotrowice), Reichenau (Bogaczowice), Reichenbach (Dzierżoniów), Rohnstock (Roztoka (Dobromierz)), Röhrsdorf (Redziny), Rudelsdorf, Niedersalzbrunn (Szczawienko), Steinkunzendorf (Kamionki), Striegau (Strzegom), Waldenburg (Wałbrzych), Waltersdorf (Mniszków), Wederau (Wiadrów), Weistritz (Bystrzyca), Wernersdorf (Pakoszow), Wüstegiersdorf (Głuszyca).

### Herzogtum Jauer (Hirschberger Kreis)
Arnsdorf (Miłków), Berbisdorf (Dziwiszów), Boberröhrsdorf (Siedłęcin), Buchwald ( Bukowiec), Fischbach (Karpniki), Giersdorf (Podgórzyn), Hermsdorf unterm Kynast (Sobięszów), Jannowitz (Janowice), Kaiserswaldau (Piastów), Kauffung (Wojcieszów), Kemnitz, Ketschdorf (Kaczorów), Konradswalde, Krommenau (Kromnów), Kupferberg (Miedzianka), Lomnitz (Łomnica), Ludwigsdorf (Chrośnica), Maiwaldau (Maciejowa), Neukirch (Nowy Kościol), Petersdorf unterm Kynast (Piechowice), Reimnitz, Schmiedeberg (Kowary), Schönau (Świerzawa), Schönwaldau (Rząśnik), Schreiberhau (Szklarska Poręba), Seidorf (Sosnówka), Seifersdorf (Radomierz), Seitendorf (Poniatów), Tiefhartmannsdorf (Podgórki), Voigtsdorf (Wojcieszyce), Warmbrunn (Cieplice Śl.).

### Herzogtum Jauer (Löwenberger und Bunzlauer Kreis)
Altgaschwitz, Altöls (Stara Oleszna), Aslau (Osla), Deutmannsdorf (Zbylutów), Flinsberg (Świeradów), Friedeberg am Queis (Mirsk), Giehren (Gierczyn), Giersdorf (Zeliszow), Görisseiffen, Groß Hartmanndorf (Raciborowice), Kesselsdorf (Kotliska), Gräflich Kunzendorf unterm Kahlenberg, Kunzendorf unterm Wald, Langenau (Czernica), Langenoels (Olszyna), Leipe (Lipa), Lichtenwaldau (Krzyżowa), Löwenberg (Lwówek Śl.), Ottendorf (Ocice), Peterwitz, Pombsen (Pomocne), Prausnitz (Prusice), Rabishau (Rębiszów), Schönfeld (Podolany), Schosdorf (Ubocze), Seichau (Sichów), Seifersdorf (Łukaszów), Spiller (Pasiecznik), Steinkirchen, Thiemendorf (Radostów Dolny), Thomaswaldau (Tomaszów-Bolesławieckie), Tillendorf (Bolesławicz), Walditz, Warthau, Wiesenthal (Bystrzyca), Wünschendorf (Radomice), Zobten am Bober (Sobota).

### Herzogtum Glogau und Herzogtum Sagan (sowie Schwiebuser Kreis)
Alt Strunz (Stare Strącze), Beuthen (Bytom Odrzański), Boyadel (Bojadła), Carolath (Siedlisko), Dalkau (Dalków), Gießmannsdorf (Gościeszowice), Gramschütz (Grębocice), Grochwitz (Grochowice), Groß Tschirnau (Czernina), Grünberg (Zielona Góra), Guhrau (Góra), Hartmannsdorf bei Freystadt (Jarogniewice), Herrndorf (Żukowice), Kontopp (Konotop), Kottwitz bei Sagan (Kotowice), Kunzendorf (Sieroszowice), Liebenzig (Lubięcin), Lättnitz (Letnica), Liebenau bei Schwiebus (Lubrza), Mallmitz (Małomice), Mühlbock bei Schwiebus (Ołobok), Naumburg am Bober (Nowogród Bobrzański), Neusalz (Nowa Sól), Neustädtel (Nowe Miasteczko), Niebusch (Niwiska), Ochelhermsdorf (Ochla), Polckwitz (Polkowice), Primkenau (Przemków), Quaritz (Gaworzyce), Rückersdorf (Siecieborzyce), Sabor (Zabornia), Schlawa (Sława), Schmarse (Smardzewo), Schönau (Kromolin), Schweinitz (Świdnica), Schwiebus (Świebodzin), Sprottau (Szprotawa), Stentsch bei Schwiebus (Szczaniec), Tschepplau (Krzepielów), Weichau (Wichów), Wittgendorf bei Sagan (Witków).

### Breslau, Standesherrschaften und Oberschlesien
Auras (Uraz), Dyhernfurth (Brzeg Dolny), Falkenberg (Niemodlin), Freyhan (Cieszkow), Goschitz (Goszcz), Grase, Groß Bargen, Hermsdorf, Kaulwitz, Lähn (Wleń), Leiten, Namslau (Namysłów), Neumarkt (Środa Śl.), Peterwitz, Prausnitz (Prusice), Rackschütz (Rakoszyce), Rösnitz (Rozumice), Seifersdorf, Trachenberg (Żmigród), Wiltschau (Wilczków).
Weitere Bethäuser entstanden in:
Laasan (Łażany), Saarau (Zarow), Wüstewaltersdorf (Walim), Langwaltersdorf (Unisław Śląski) sowie in Gnadenfeld (Pawłowiczki, erst 1782) und Kammerswaldau (Komarno, erst 1772).

## Bilder von Schlesischen Bethäusern und Bethauskirchen

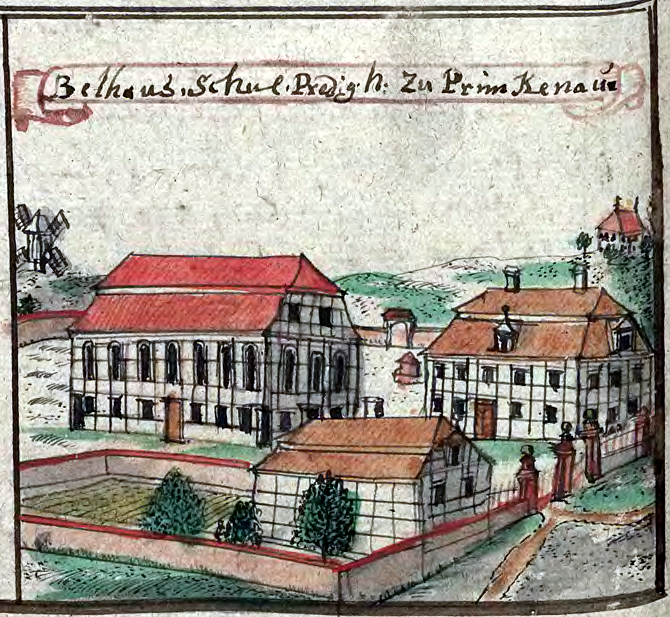
Ehemaliges Bethaus in Primkenau
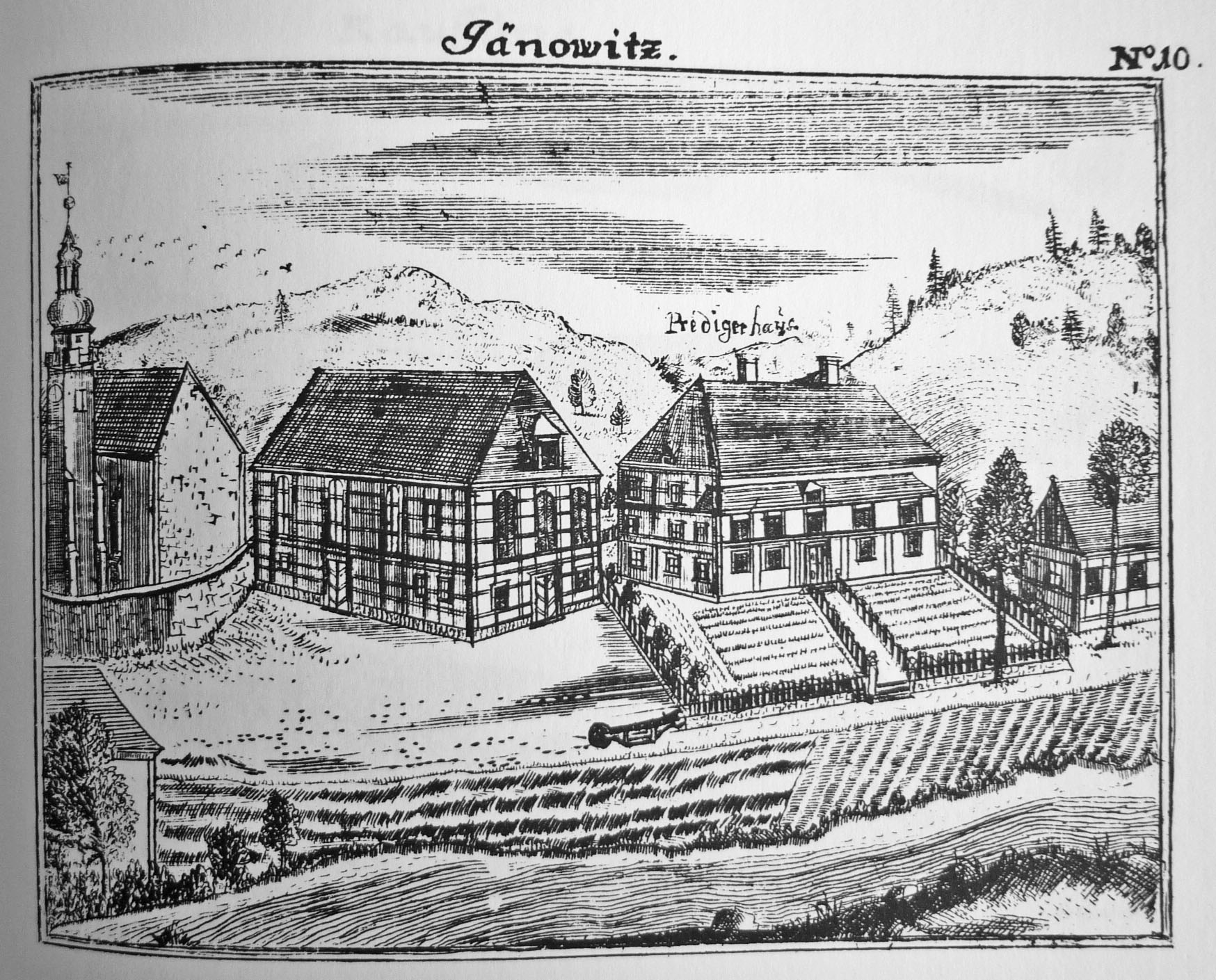
Ehemaliges Bethaus in Jannowitz in Schlesien
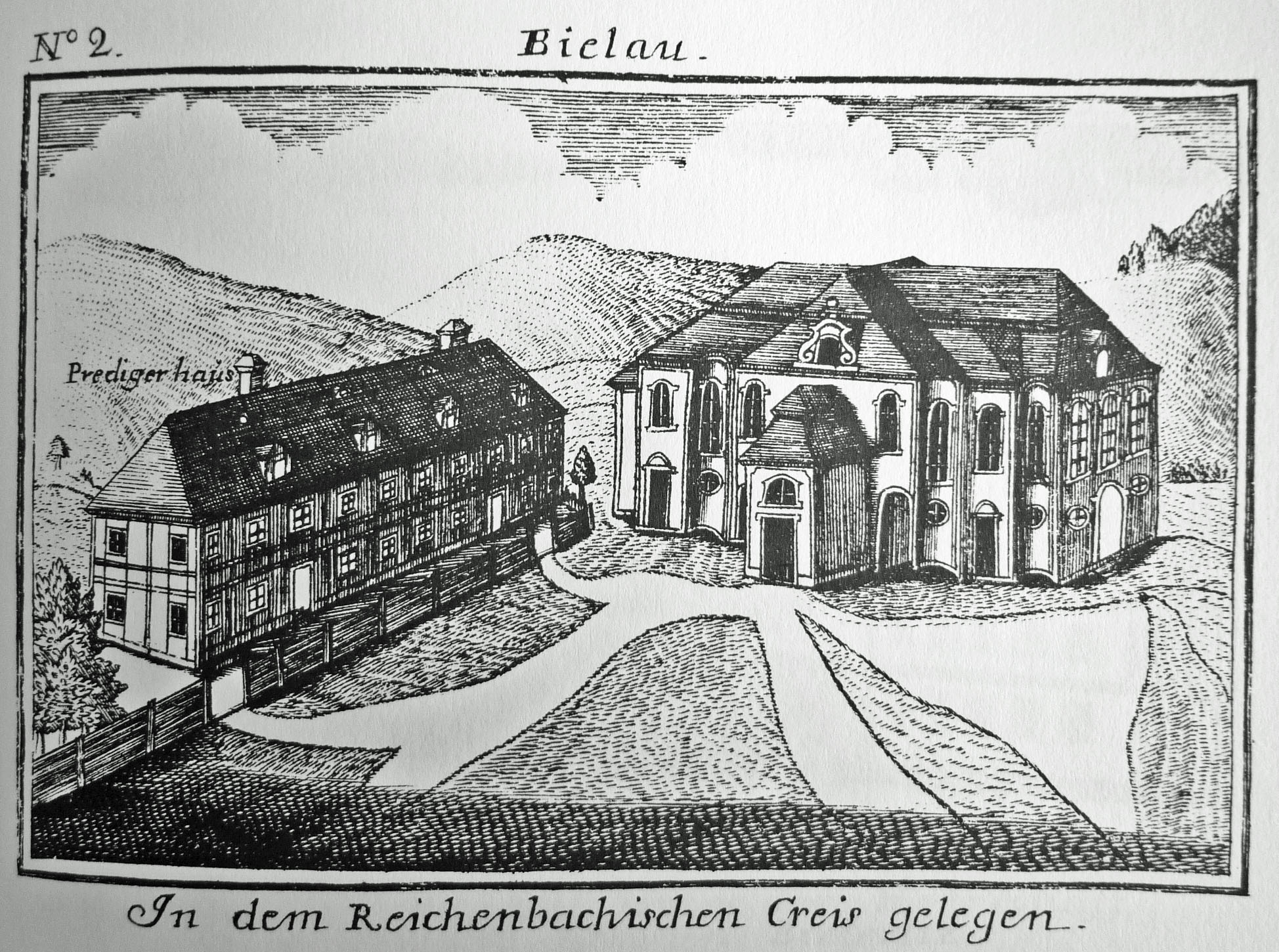
Ehemaliges Bethaus in Langenbielau in Schlesien
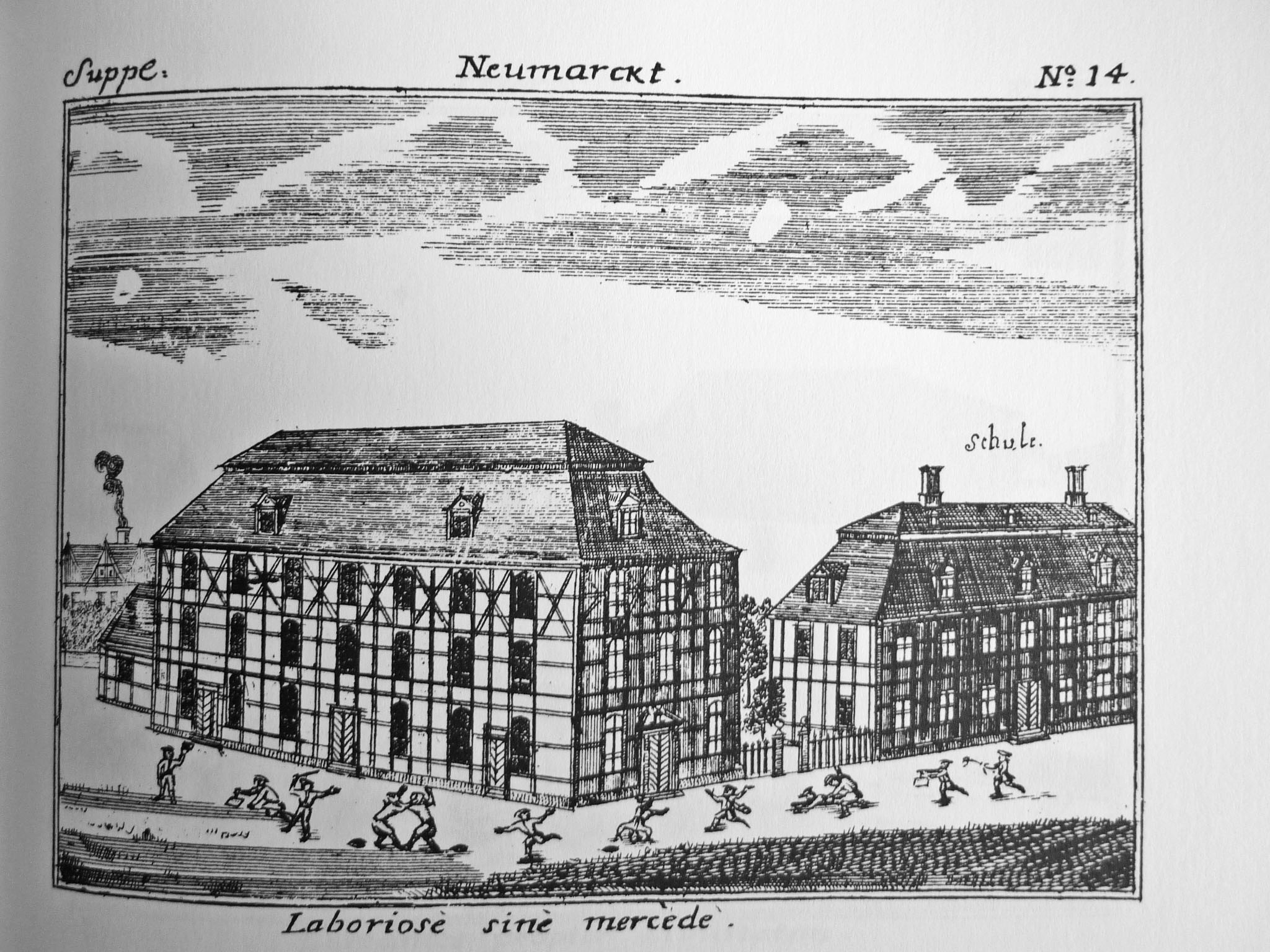
Ehemaliges Bethaus in Neumarkt in Schlesien
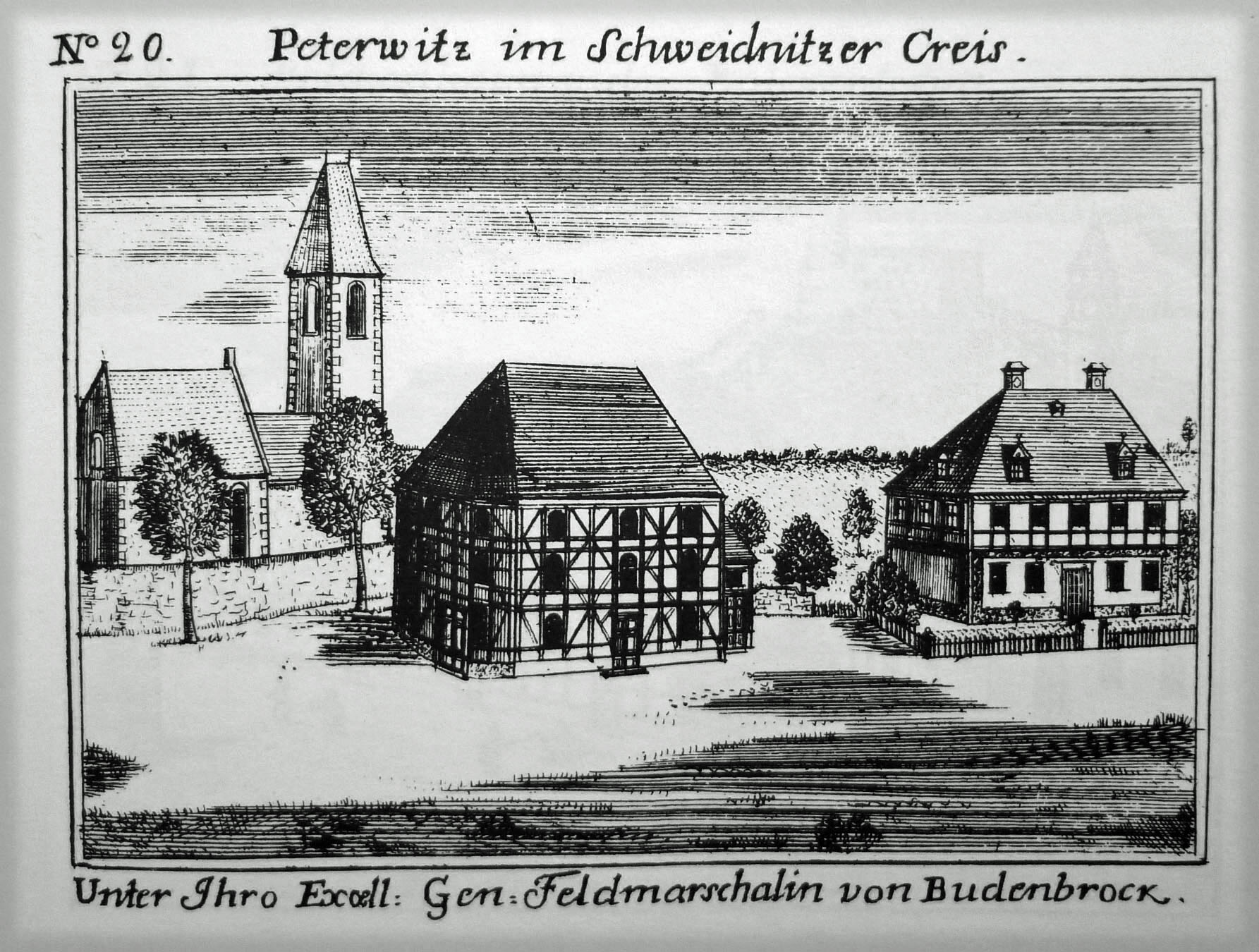
Ehemaliges Bethaus in Peterwitz (Kreis Schweidnitz)
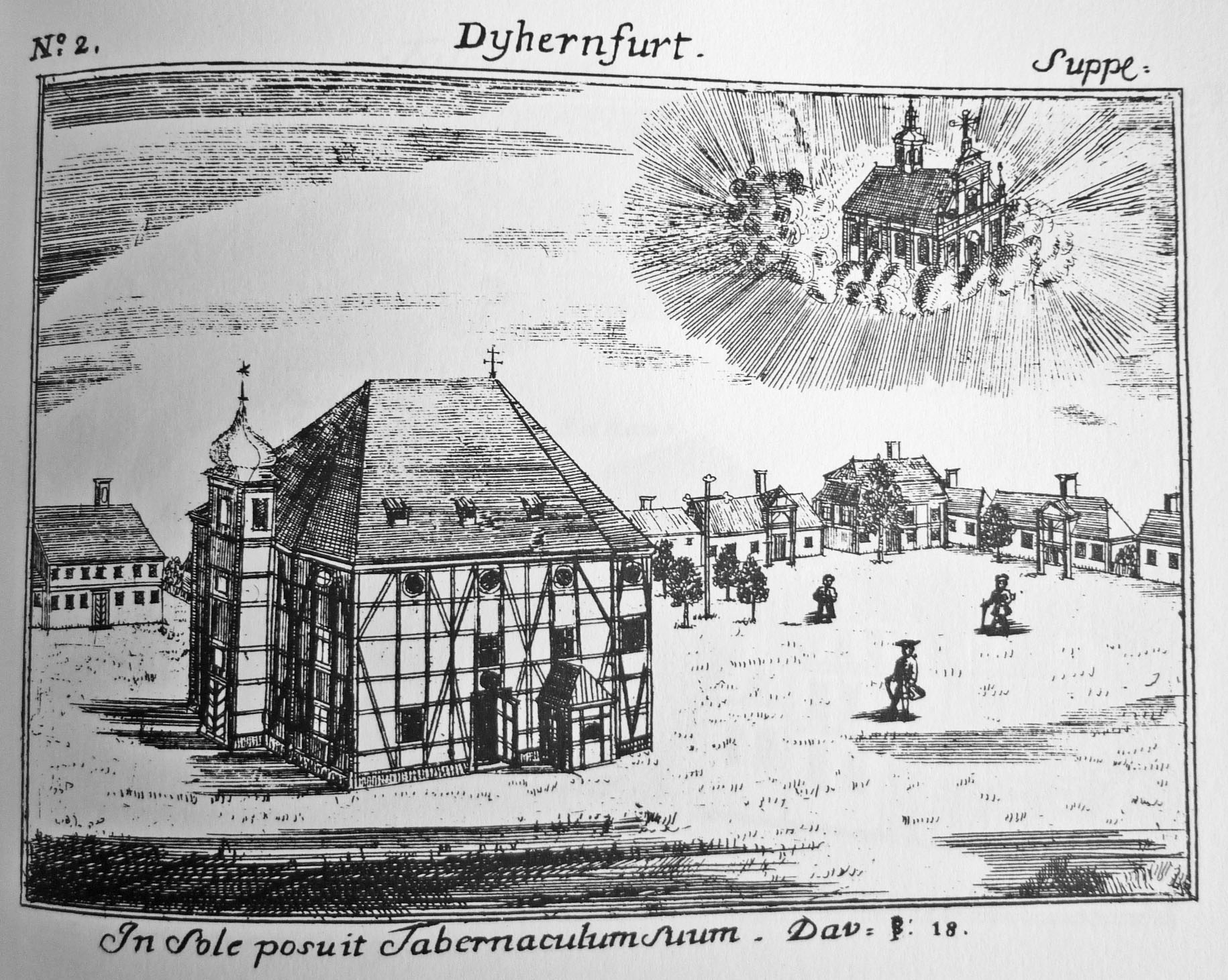
Ehemaliges Bethaus in Dyhernfurt in Schlesien
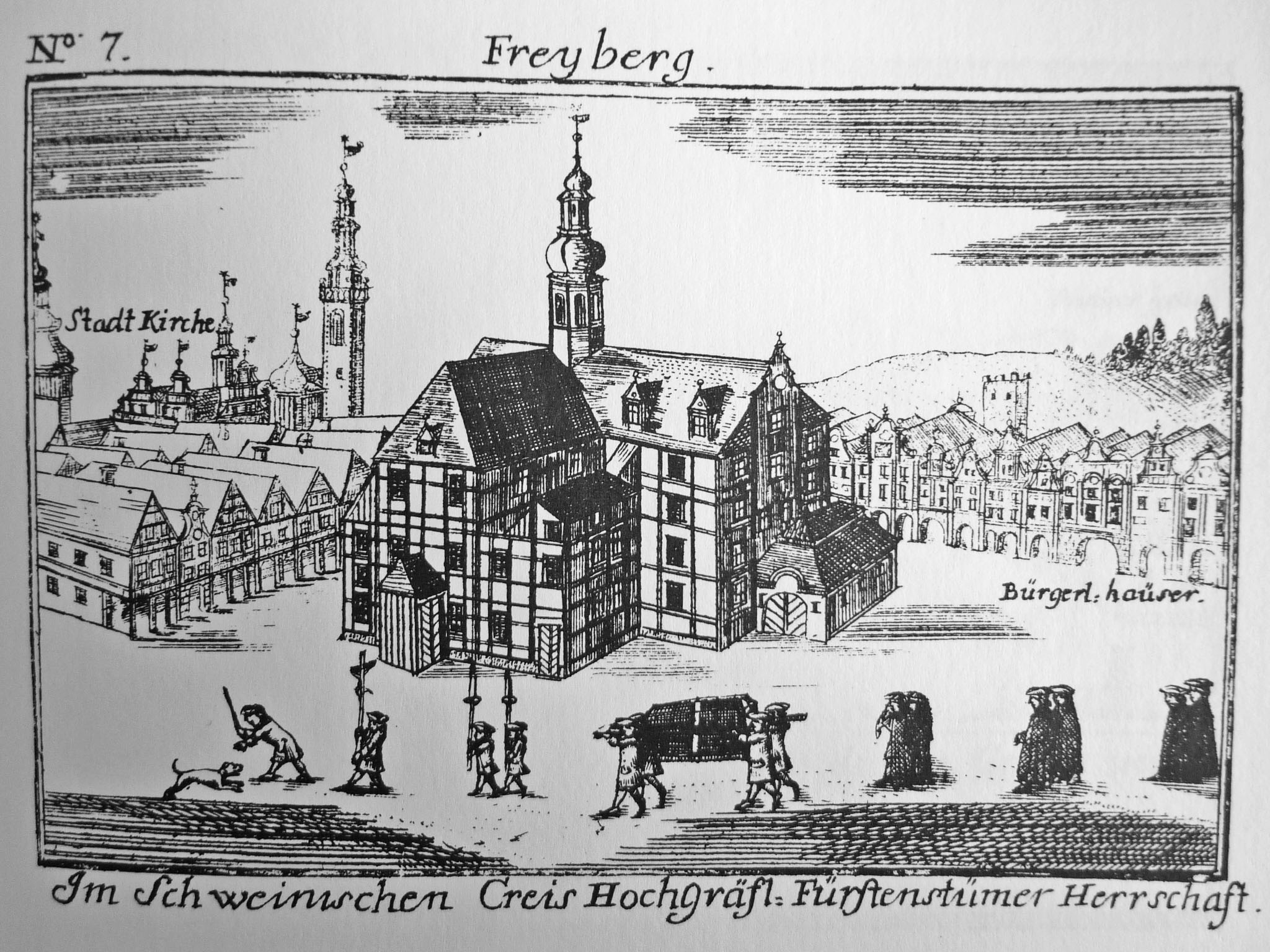
Ehemaliges Bethaus in Freiburg in Schlesien
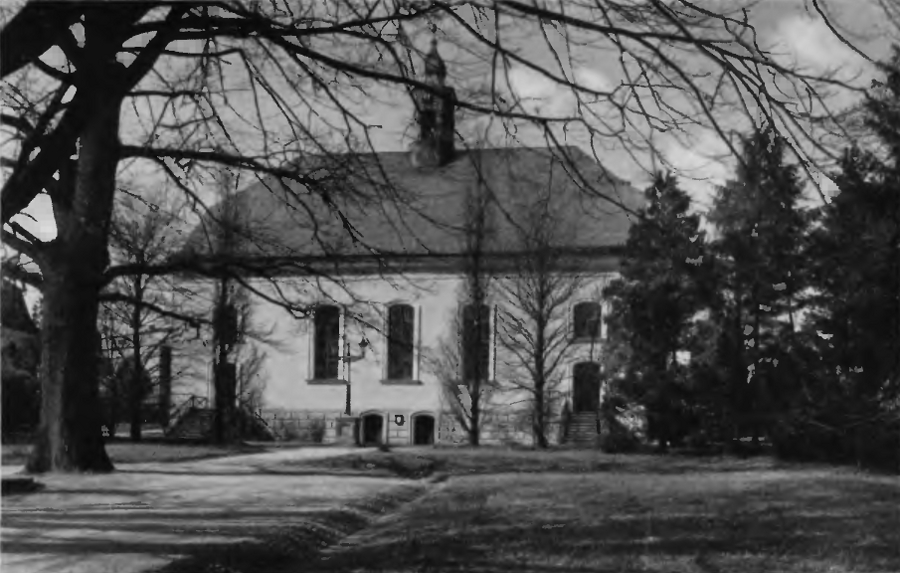
Bethaus in Gnadenfeld
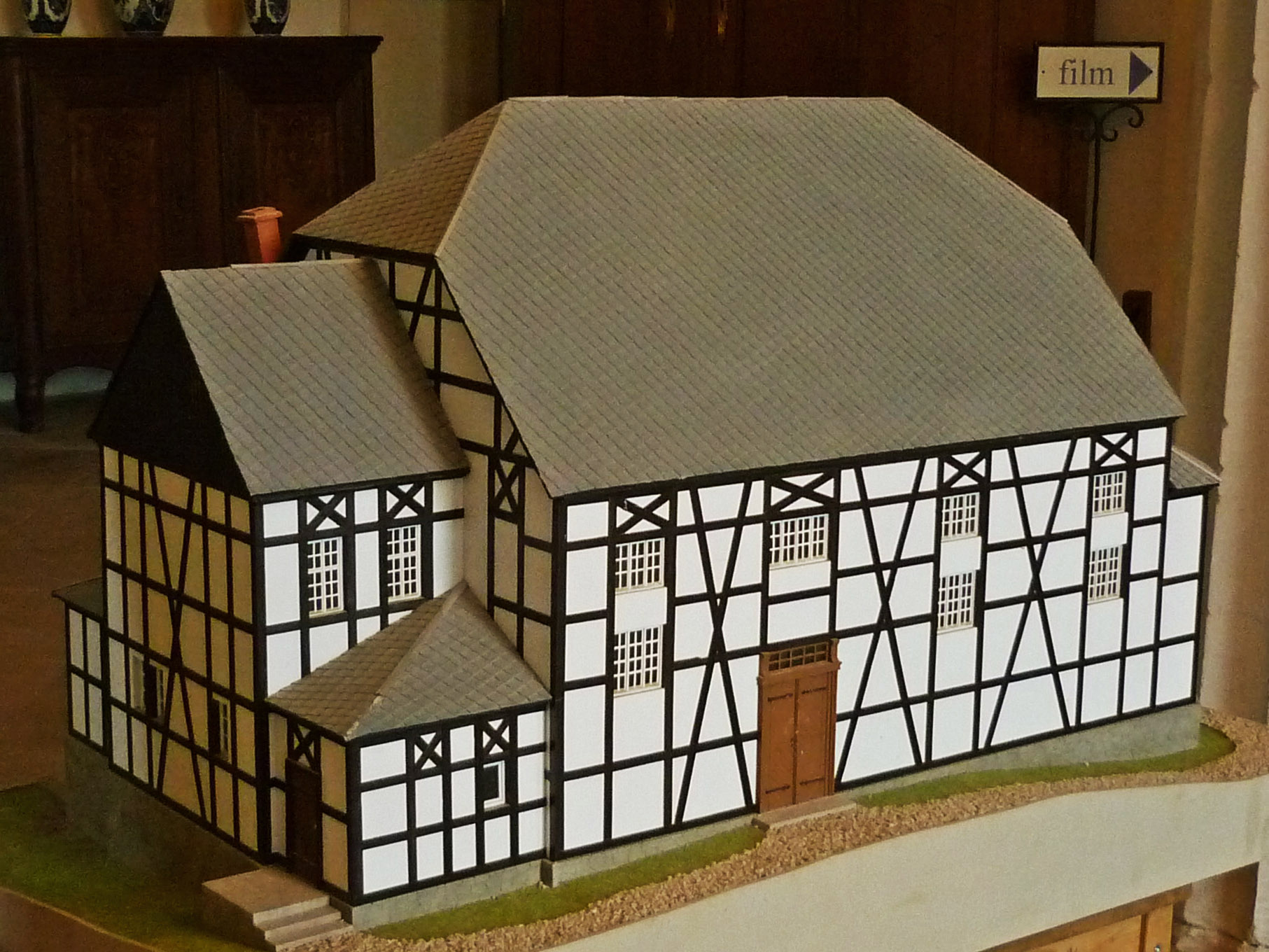
Modell des Bethauses von Schönwaldau (Rząśnik)
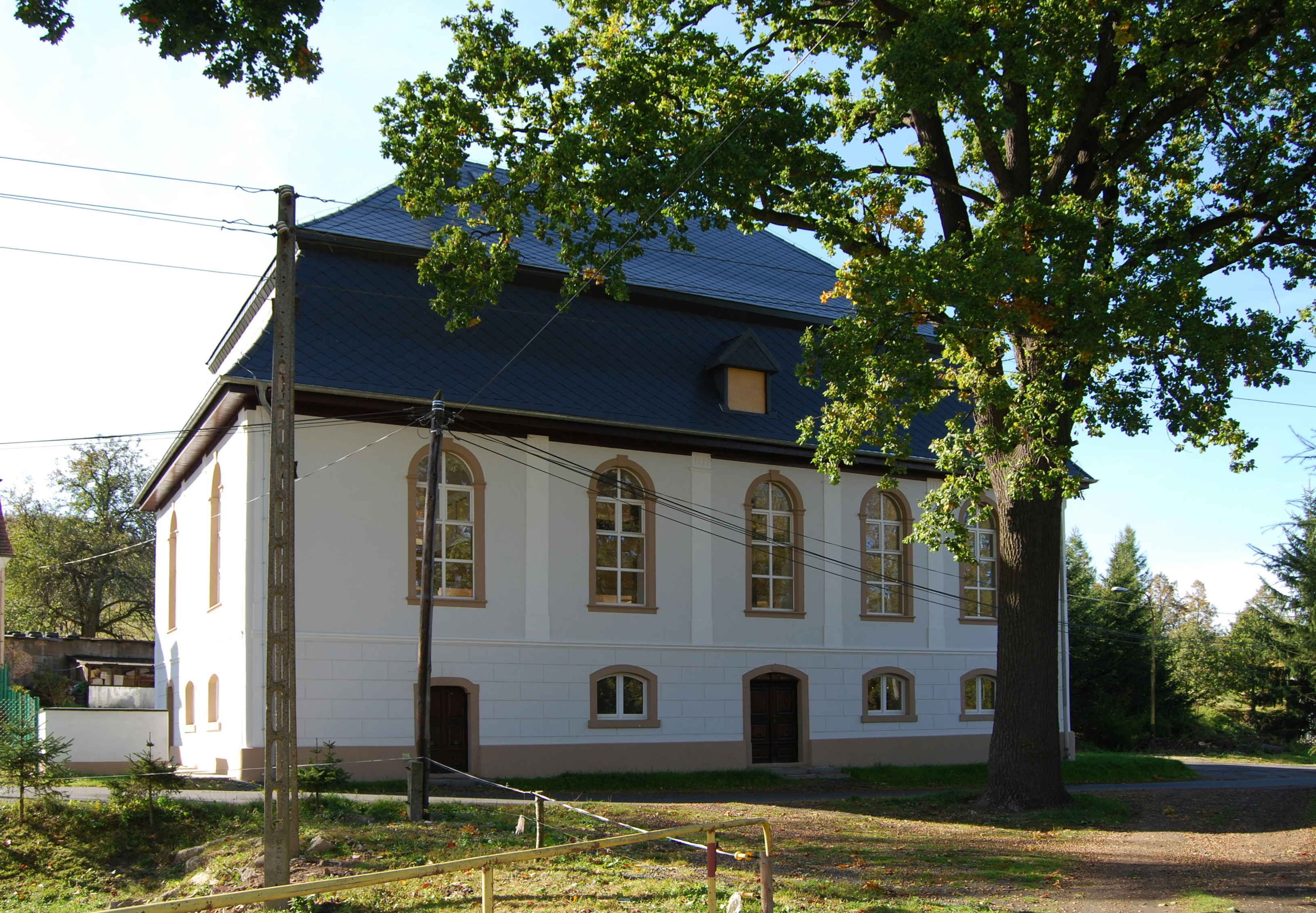
Bethaus in Krommenau (Alt-Kemnitz)
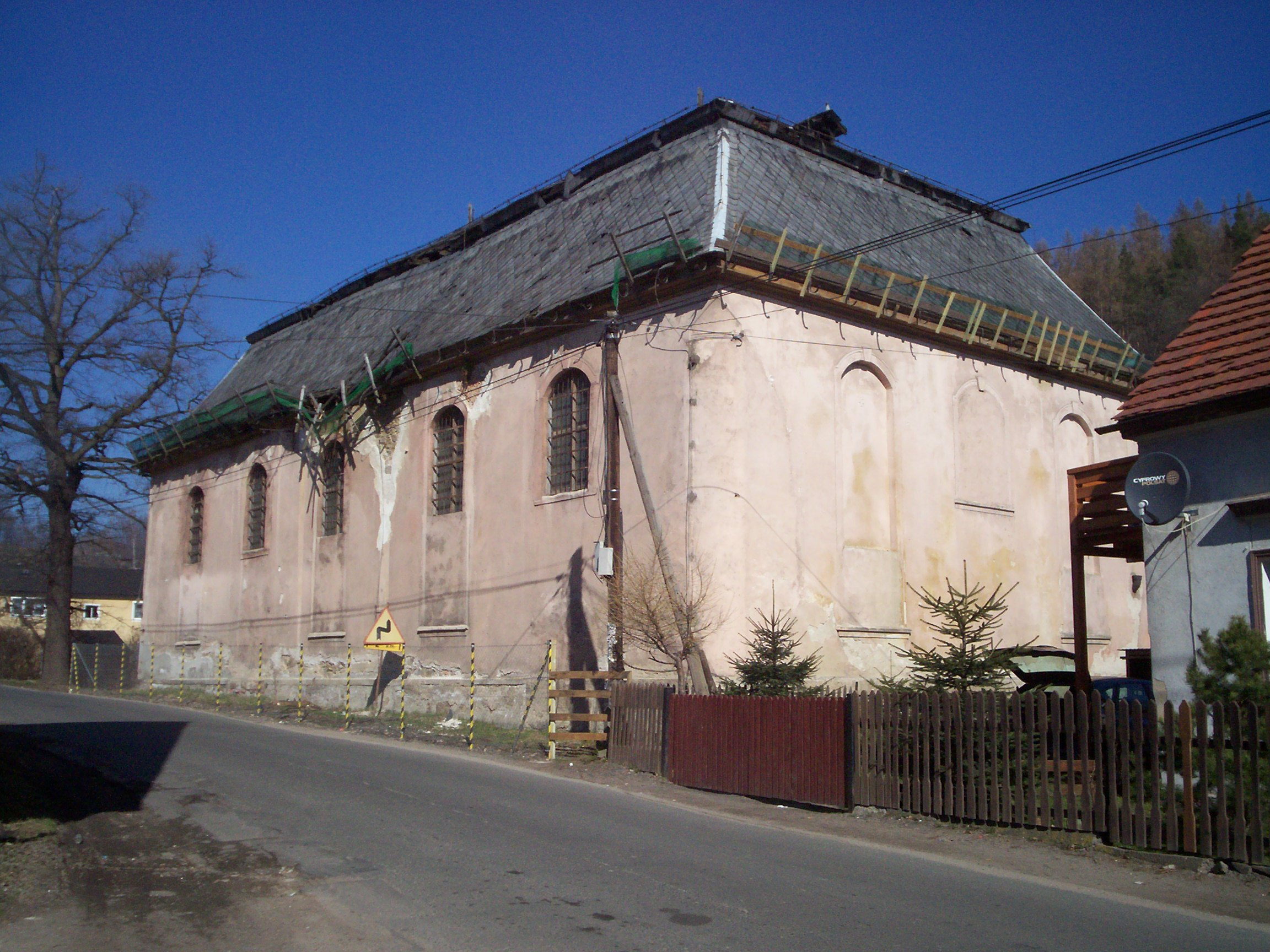
Bethaus in Voigtsdorf (Wojcieszyce)
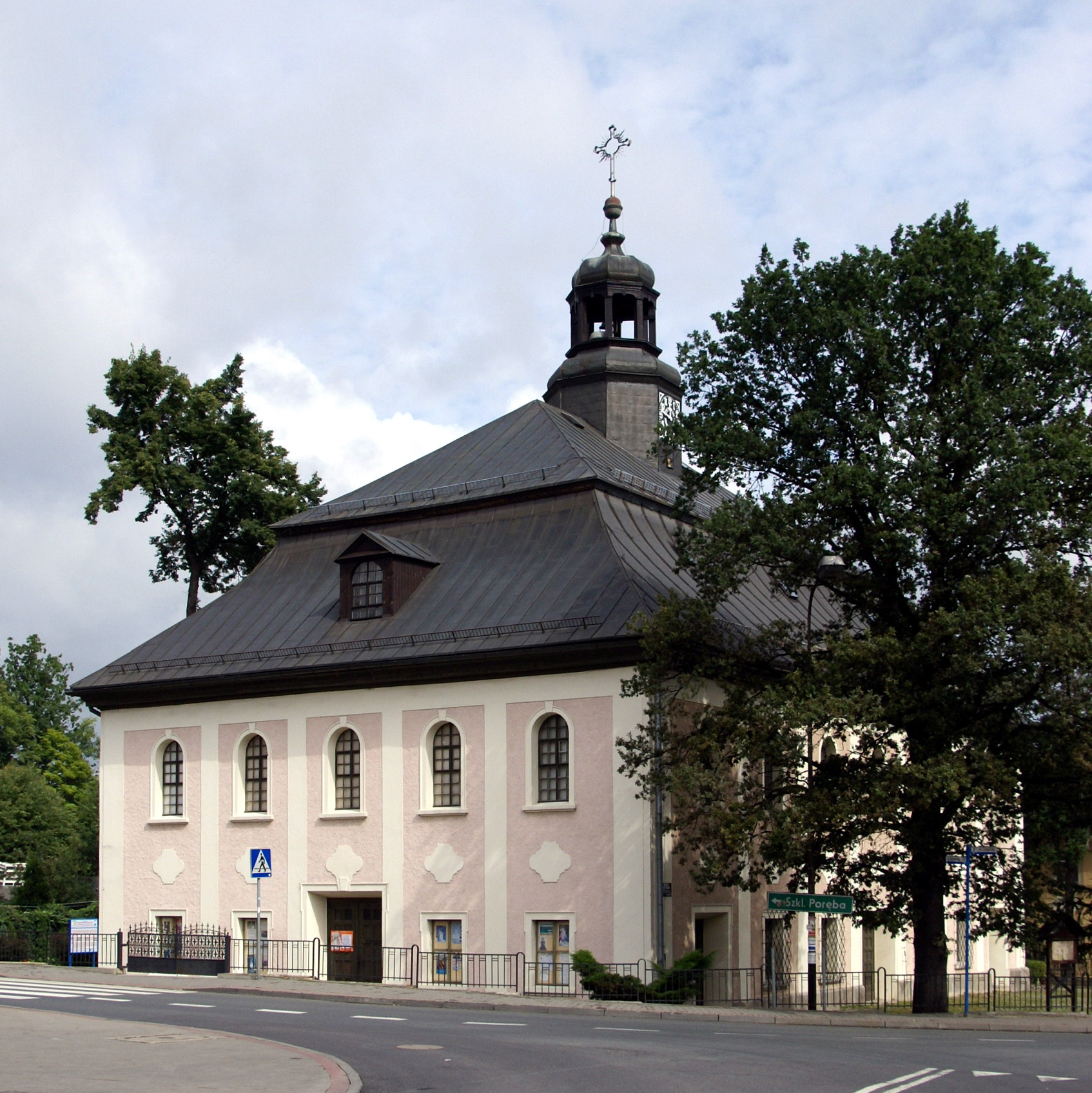
Bethauskirche in Hermsdorf unterm Kynast (Sobieszów)
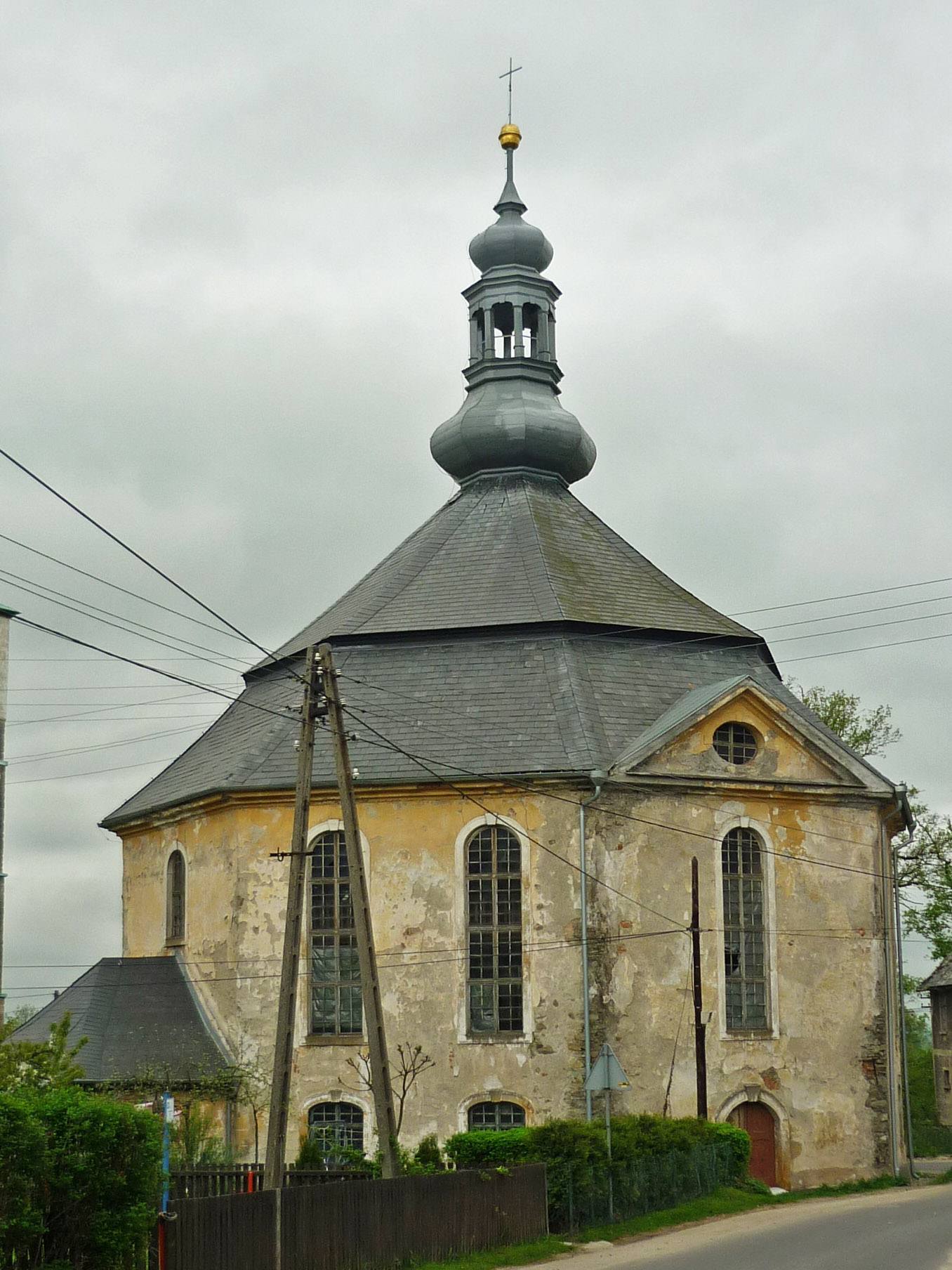
Bethauskirche in Kammerswaldau (Komarno)
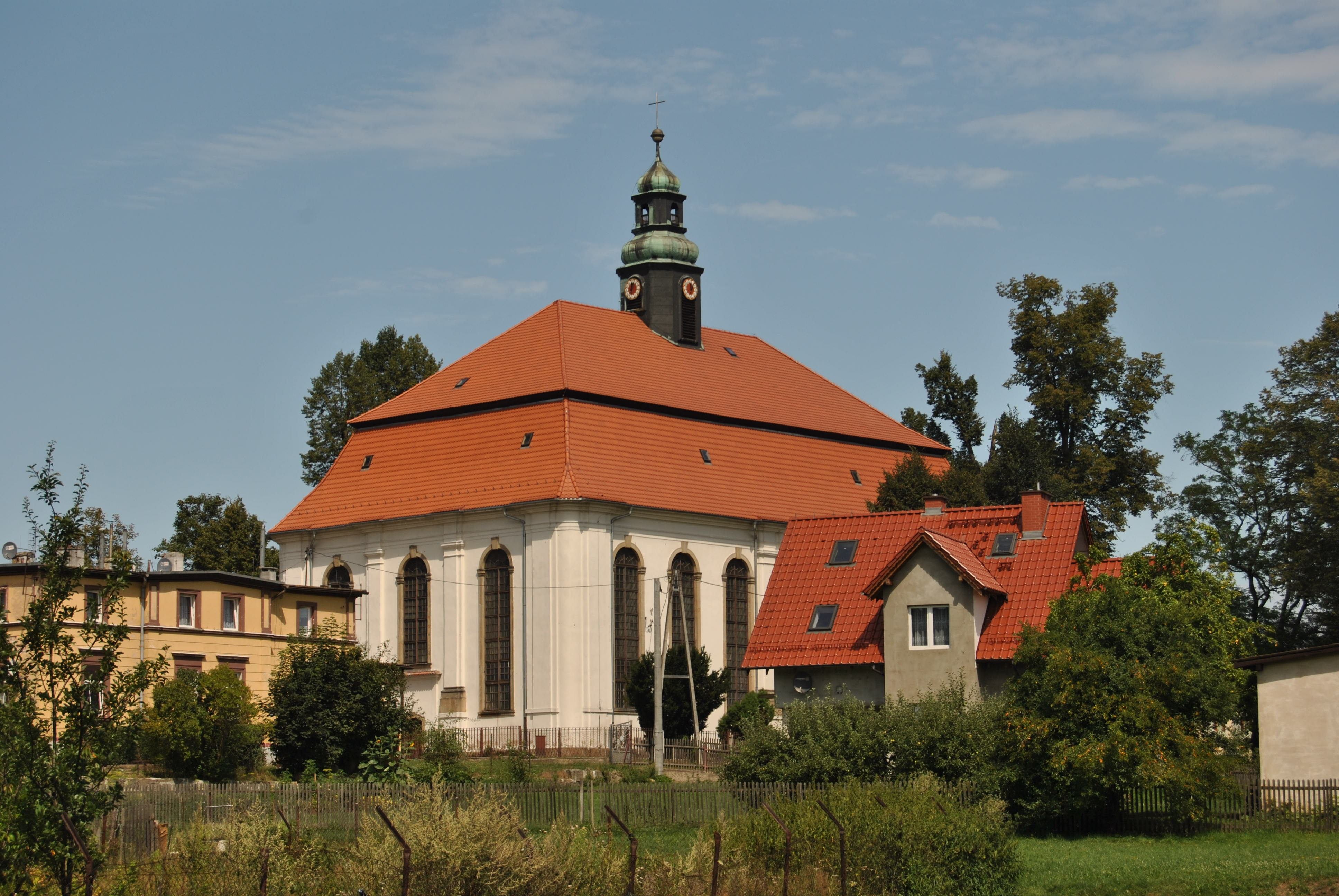
Bethauskirche in Boberröhrsdorf (Siedlęcin)
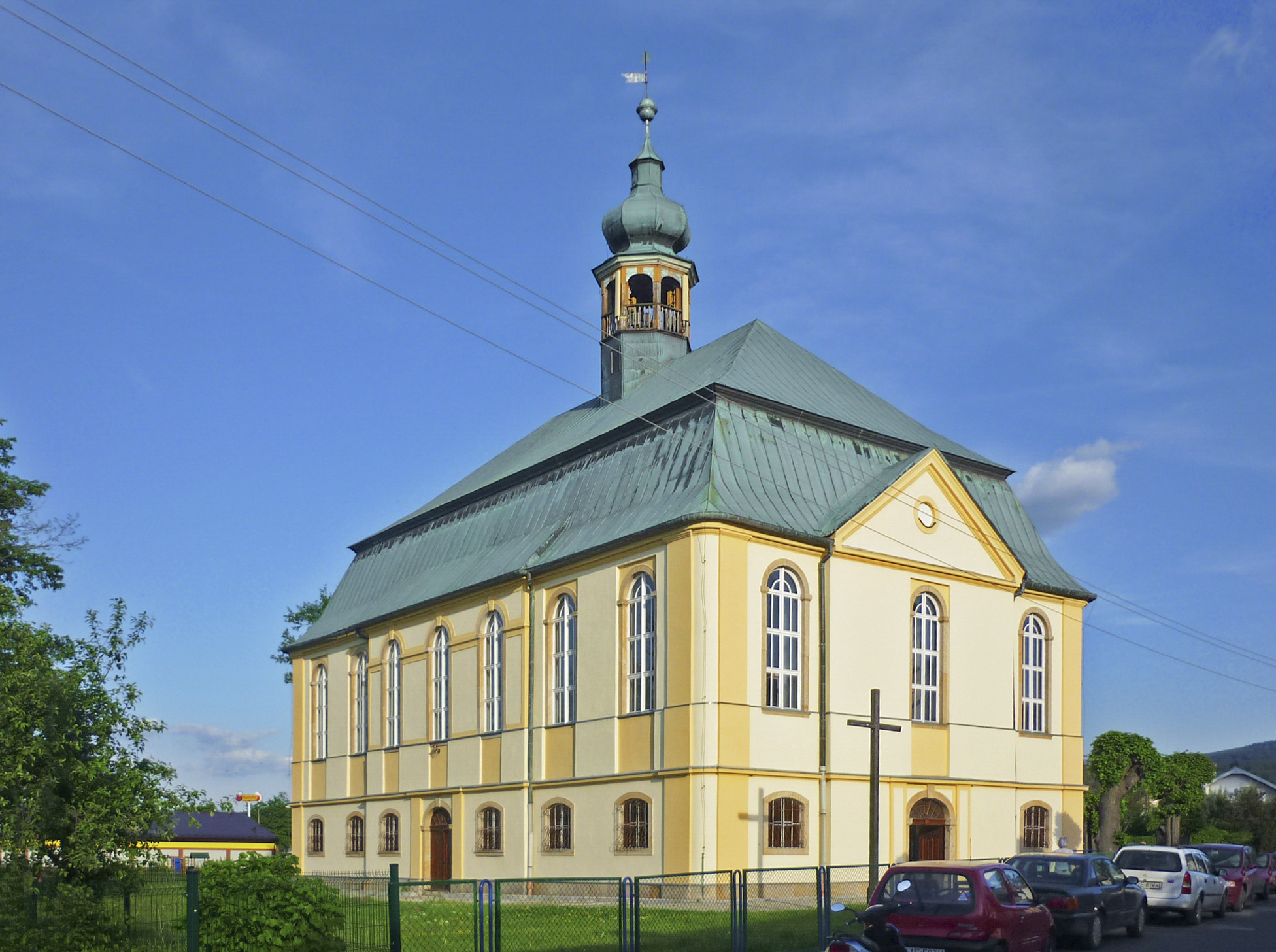
Bethauskirche in Giersdorf (Podgórzyn)
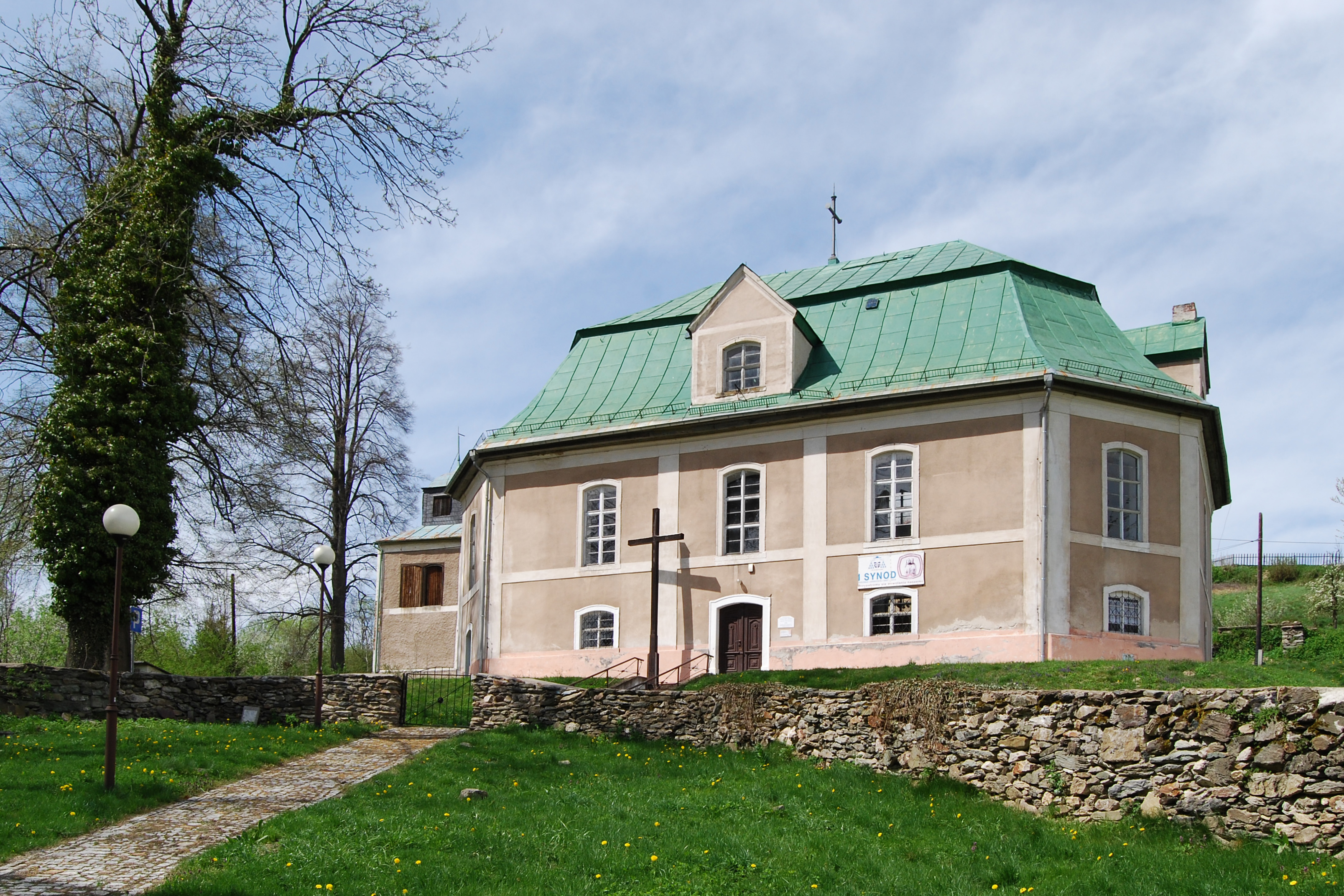
Bethauskirche in Tiefhartmannsdorf (Podgórki)
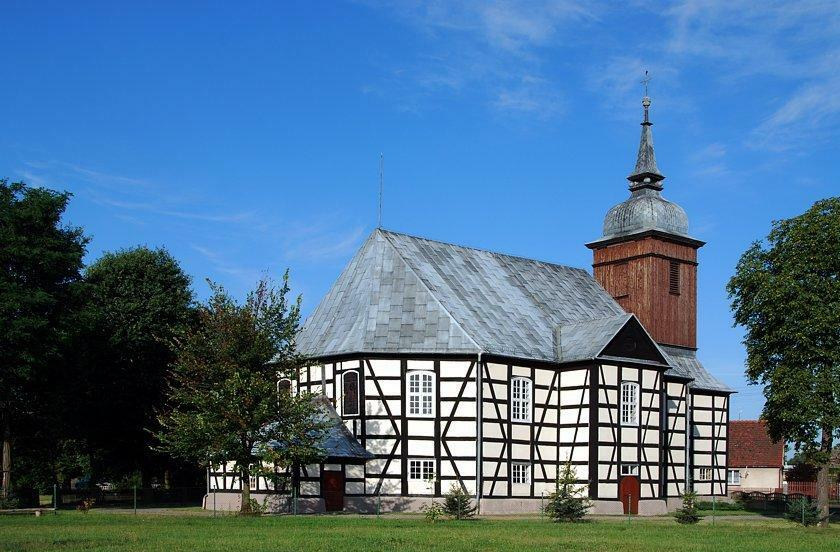
Bethauskirche in Boyadel (Bojadła)
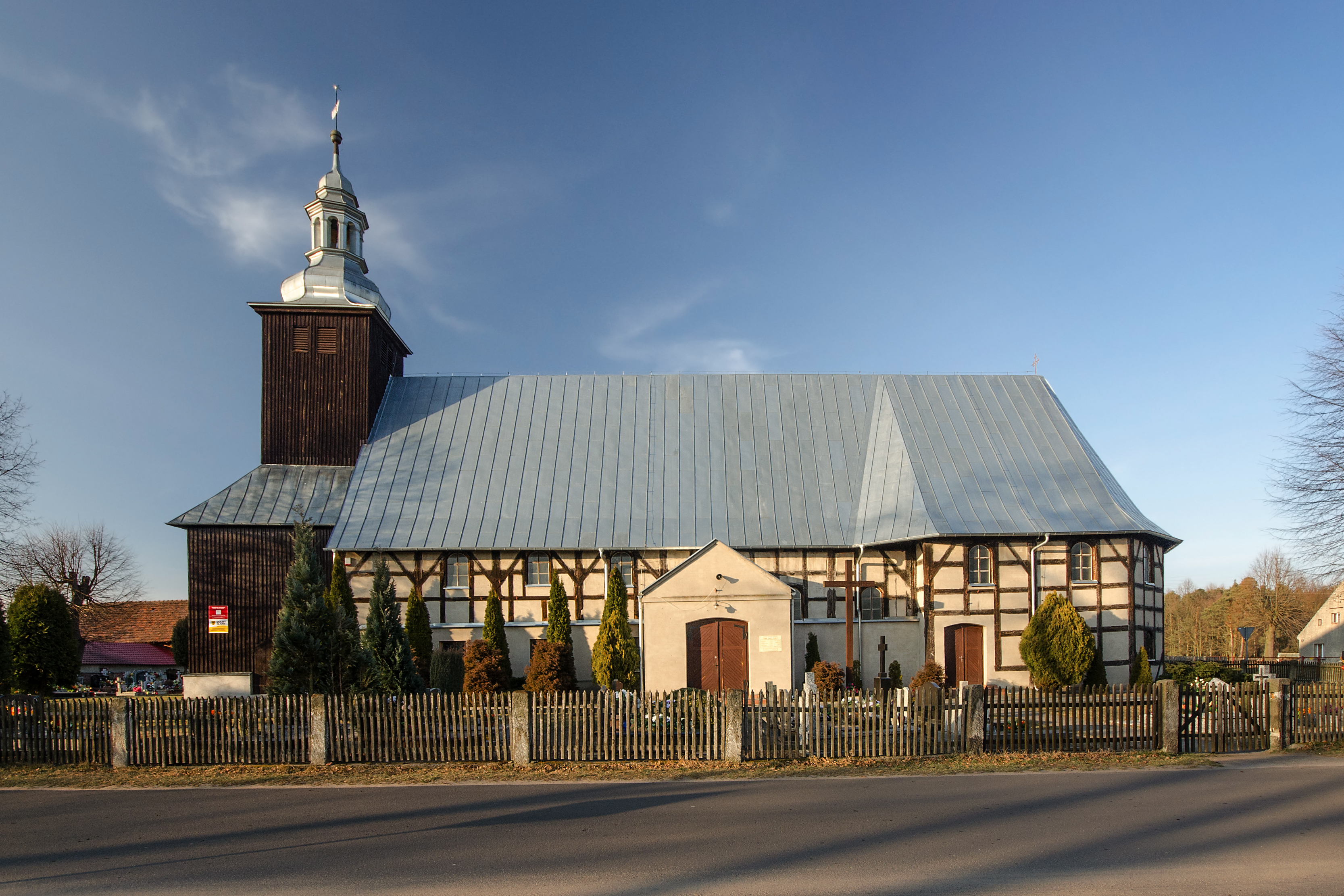
Bethauskirche in Kriegheide (Pogorzeliska)
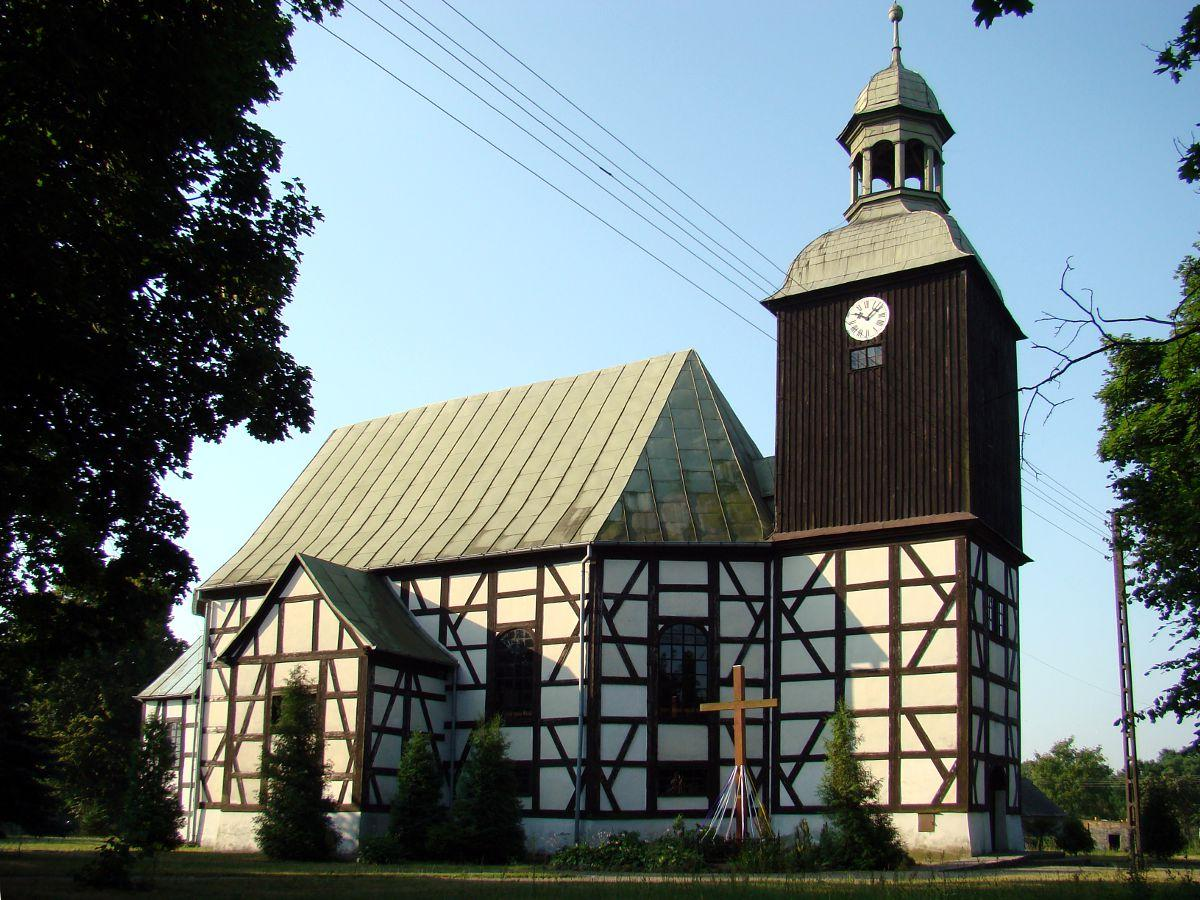
Bethauskirche in Bogschütz (Boguszyce)
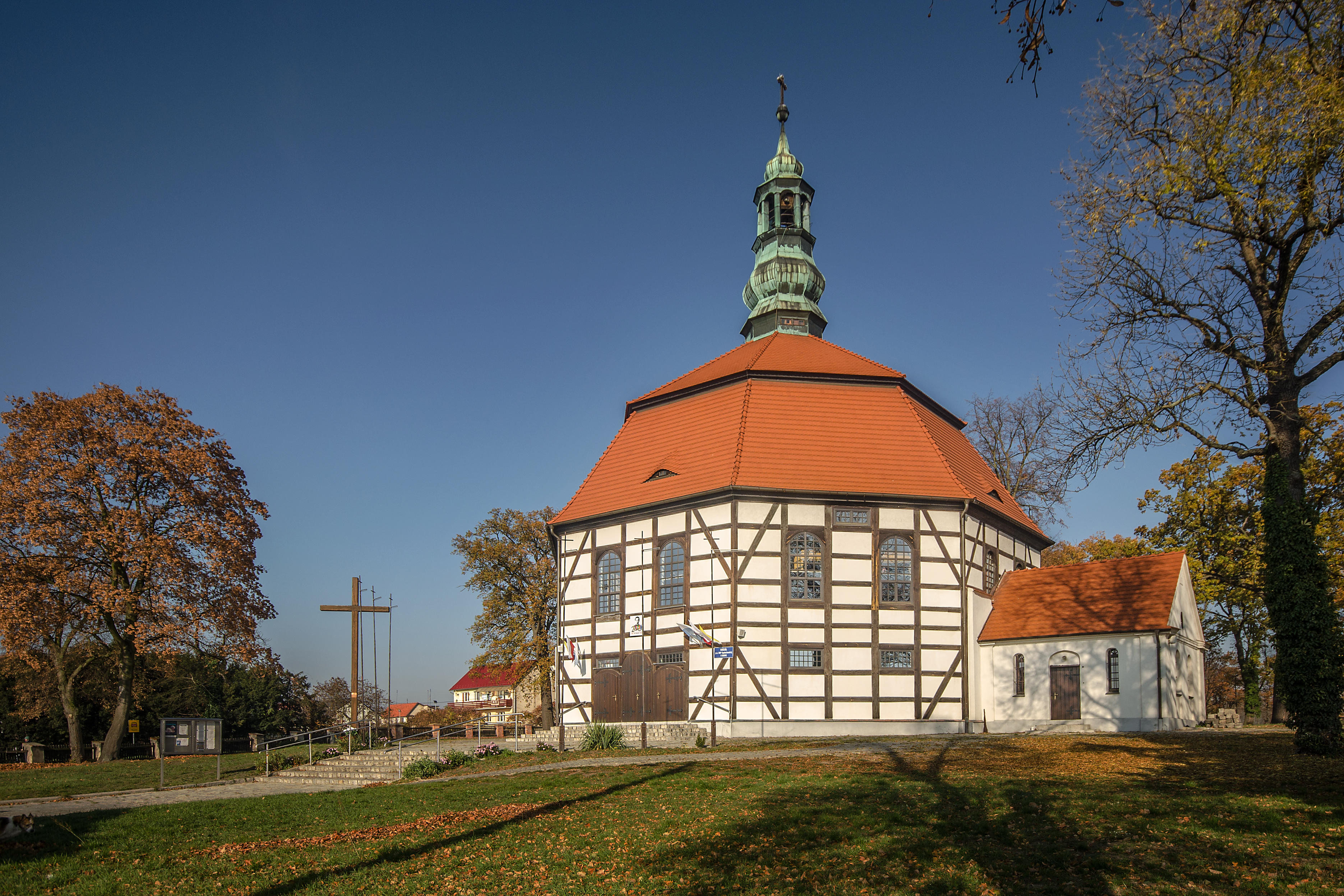
Bethauskirche in Sulau (Sułów)
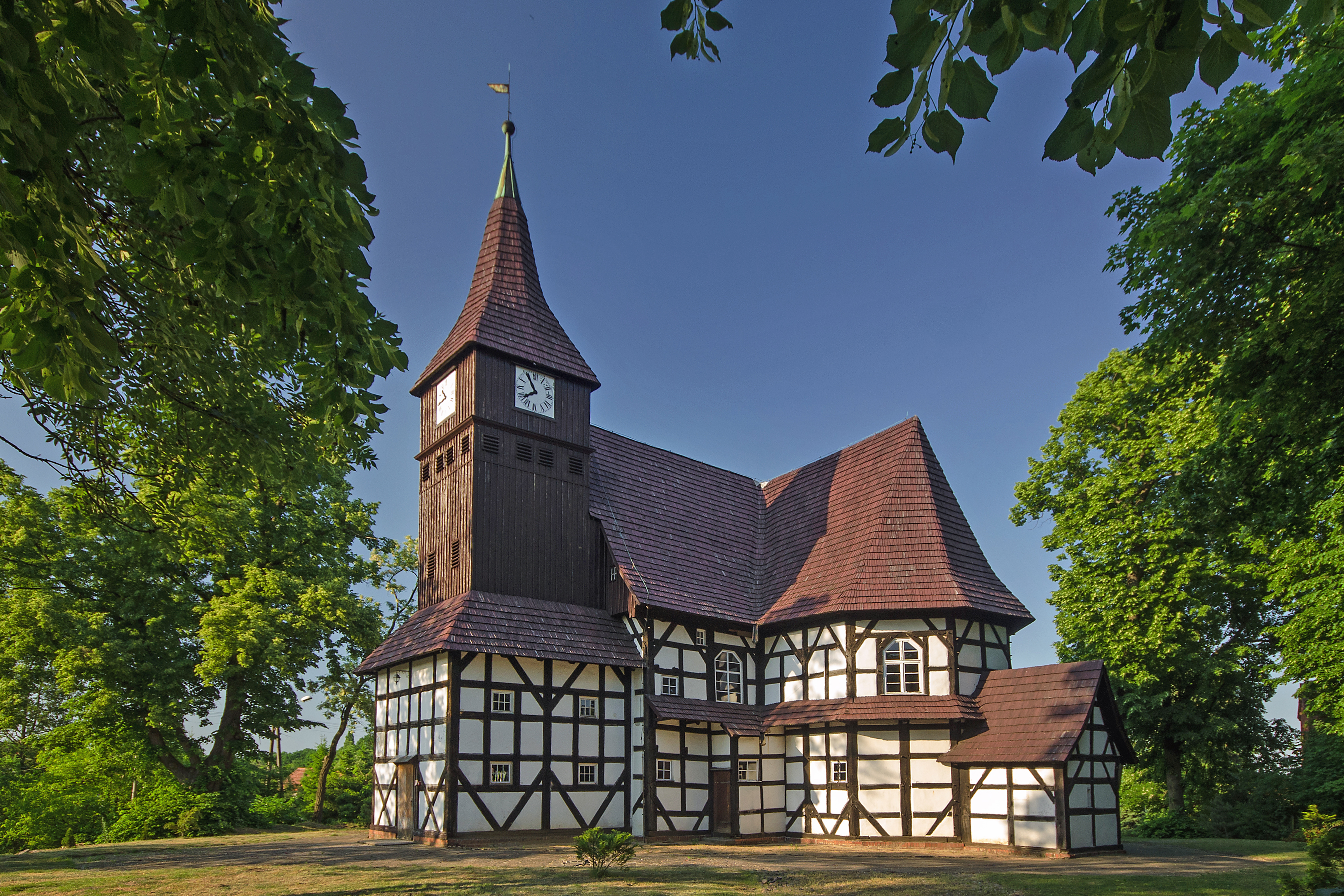
Bethauskirche (Friedhofskirche) in Sulau (Sułów)
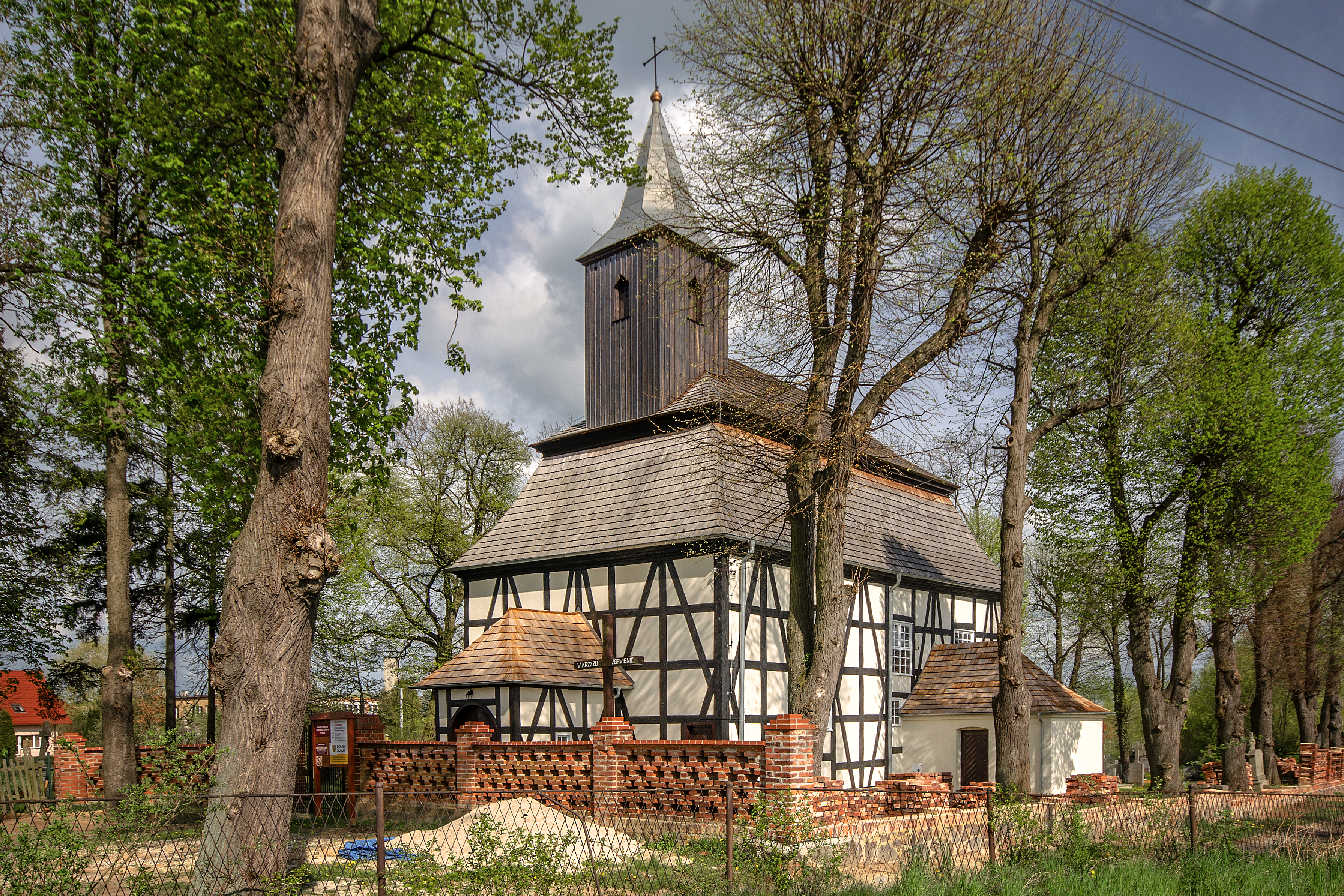
Bethauskirche in Thiemendorf (Tymowa)
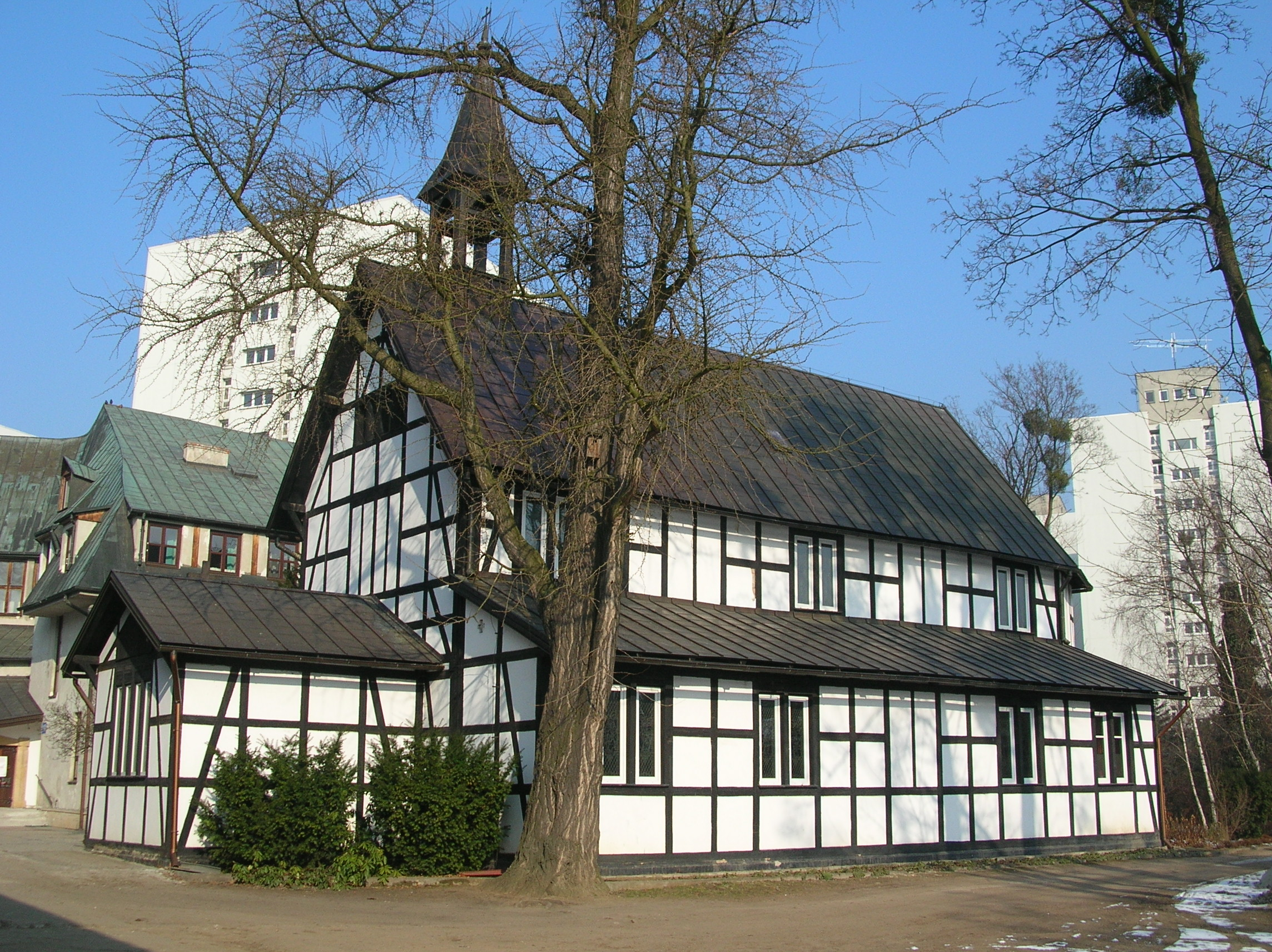
Bethauskirche in Grüneiche bei Breslau (Dąbie)
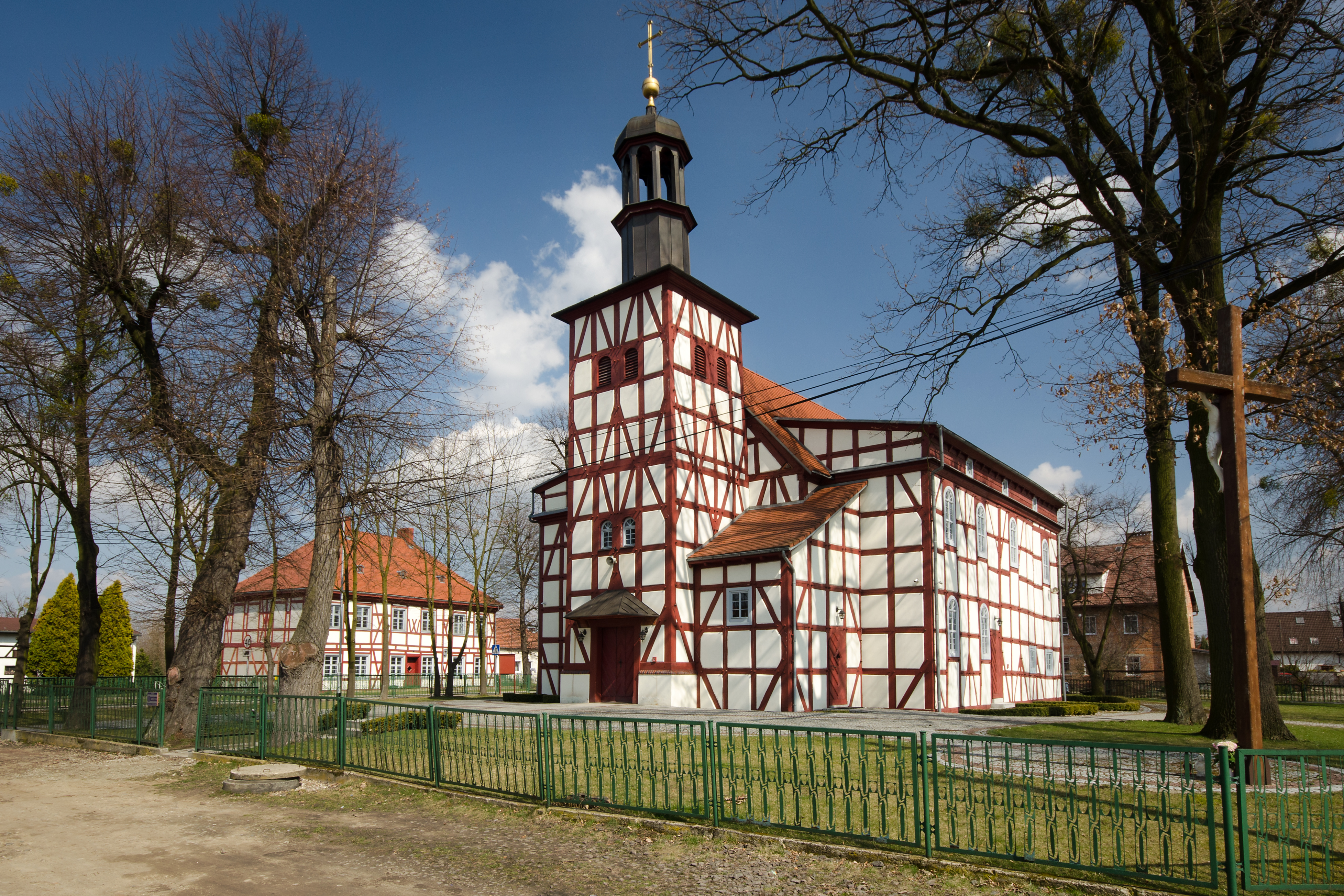
Bethauskirche in Herrnprotsch bei Breslau (Pracze Odrzańskie)